# اثلین کلیر
اثلین کلیر (انگلیسی: Ethlyne Clair؛ ‏ ۲۳ نوامبر ۱۹۰۴ – ۲۷ فوریهٔ ۱۹۹۶) بازیگر اهل ایالات متحده آمریکا بود.
از فیلم‌هایی که وی در آن‌ها نقش داشته‌است، می‌توان به نمایش نمایش‌ها اشاره نمود.